# جون كوين (لاعب كرة قاعدة)
جون كوين (بالإنجليزية: John Quinn)‏ هو لاعب كرة قاعدة أمريكي، ولد في 12 سبتمبر 1885 في فرامينغهام في الولايات المتحدة، وتوفي في 9 أبريل 1956 في مارلبورو في الولايات المتحدة.

## وصلات خارجية
- جون كوين على موقعبيزبول رفرنس.كوم (الدوري الرئيسي) (الإنجليزية)
- جون كوين على موقعبيزبول رفرنس.كوم (الدوري الثانوي) (الإنجليزية)